# Hendrik Houthakker
Hendrik S. Houthakker, né le 31 décembre 1924 et mort le 15 avril 2008, est un économiste américano-néerlandais. Il est connu pour ses travaux qui ont permis de concilier la théorie de la préférence révélée développée par Samuelson avec la théorie néo-classique du consommateur (axiome fort de la préférence révélée).
L'estimation de fonctions de demande désagrégées, la problématique de l'agrégation dans les fonctions de production et le commerce international sont trois autres domaines où les contributions de Houthakker sont importantes.

## Biographie
Houthakker est né en 1924 à Amsterdam, aux Pays-Bas. Il étudie à l'Université d'Amsterdam et obtient, en 1949, le titre de docteur en économie. Il se rend alors au département d'économie appliquée de l'Université de Cambridge où il effectue des recherches sur le budgets des ménages et la théorie du consommateur.
Après un séjour à la Cowles Commission for Research in Economics, il est nommé à l'Université Stanford et en 1960 à l'Université Harvard. De 1969 à 1971, Houthakker est membre du Council of Economic Advisers du président Richard Nixon. Il a été président de la société d'économétrie, vice-président de l'American Economic Association, et membre de l'Académie américaine des arts et des sciences.

## Distinctions
- Médaille John Bates Clark 1963
- Docteur honoris causa de l'Université d'Amsterdam
- Docteur honoris causa de l'Université de Fribourg

## Principales publications
- Revealed Preference and the Utility Function, Economica, 1950, p. 159-174
- The Pareto Distribution and the Cobb-Douglas Production Function in Activity Analysis, Review of Economic Studies, 1955, p. 27-31
- Analysis of Family Budgets, Cambridge, 1955 (avec S. Prais)
- An International Comparison of Household Expenditure Patterns Commemorating the Centenary of Engel's Law, Econometrica, 1957, p. 532-551
- Additive Preferences, Econometrica, 1960, p. 244-257
- The Present State of Consumption Theory, Econometrica, 1961, p. 704-740
- New Evidence on Demand Elasticities, Econometrica, 1965, p. 277-288
- A Note on Self-Dual Preferences, Econometrica, 1965, p. 797-801
- Consumer Demand in the United States: Analysis and Projections, Cambridge (Mass.), 1966 (avec L.D. Taylor)
- Income and Price Elasticities in World Trade, Review of Economics and Statistics, 1969, p. 111-125 (avec S.P. Magee)
- The Economics of Financial Markets, Oxford, 1996 (avec P. Williamson)